# کارل وایگل
کارل وایگل (آلمانی: Karl Weigl؛ ‏ ۶ فوریهٔ ۱۸۸۱ – ۱۱ اوت ۱۹۴۹) آهنگساز، موسیقی‌دان، مدرس موسیقی و استاد دانشگاه اهل اتریش بود. وی در سال ۱۹۴۳ به تابعیت ایالات متحده آمریکا درآمد.
کارل وایگل از سن ۱۵ سالگی زیر نظر الکساندر فن تسملینسکی موسیقی را فرا گرفت. چندی بعد به دانشگاه موسیقی و هنرهای نمایشی وین و سپس دانشگاه وین رفت تا تحصیلات خود را تکمیل کند و در آنجا از شاگردان گیدو آدلر بود و با آنتون وبرن نیز همکلاس بودند. ما بین سال‌های ۱۹۰۴ تا ۱۹۰۶، او دستیار و رهبر ارکستر تمرینات موسیقی برای گوستاو مالر در اپرا ایالتی وین بود. پس از به قدرت رسیدن نازی‌ها، او به سبب تبار یهودی‌اش، ناچار به ترک کشور شد و به ایالات متحده آمریکا کوچ کرد و در آنجا، استاد «مدرسهٔ موسیقی هارت»، «کالج بروکلین»، «هنرستان موسیقی بوستون» و «آکادمی موسیقی فیلادلفیا» شد.
موسیقی کارل وایگل که موردِ تحسینِ گوستاو مالر، آرنولد شونبرگ و ریشارد اشتراوس بود، الهام‌گرفته از سبک یوهانس برامس بود و بر چندصدایی تأکید داشت. وی ۶ سنفونی، چندین کنسرتو و موسیقی مجلسی، ۸ کوارتت زهی و چندین ترانه و موسیقی تک‌اجرایی برای پیانو ساخت. تنها اپرای او در سال ۱۹۳۲ به روی صحنه رفت.
وی در ایالت نیویورک پس از سال‌ها مبارزه با سرطان مغز استخوان درگذشت.